# Quicksilver Highway
Quicksilver Highway este un film de televiziune de comedie de groază din 1997 regizat de Mick Garris. Se bazează pe povestirea lui Clive Barker „The Body Politic” și pe cea a lui Stephen King din 1992 „Chattery Teeth”. Filmul a fost prezentat inițial la televiziune înainte de a fi lansat home media. 

## Intrigă
Povestea principală este centrată pe Aaron Quicksilver (interpretat de Christopher Lloyd), un „om spectacol” care călătorește de-a lungul Americii și care spune povestiri de groază oamenilor pe care îi întâlnește.  
Mai întâi dă peste un cuplu proaspăt căsătorit, care face autostopul după ce li s-a defectat autoturismul. Le spune povestirea „Chattery Teeth" despre un bărbat care este salvat de un autostopist periculos de o jucărie cu dinți veche.  
Ulterior, are de-a face cu un hoț de buzunare (Matt Frewer) căruia îi spune povestirea „The Body Politic” despre un bărbat ale cărui mâini se răzvrătesc împotriva lui și provoacă o răscoală. 

## Distribuție
- Christopher Lloyd: Aaron Quicksilver
- Matt Frewer: Charlie / Dr. Charles George
- Raphael Sbarge: Kerry Parker / Bill Hogan
- Melissa Lahlitah Crider: Olivia Harmon Parker / Lita Hogan
- Silas Weir Mitchell: Bryan Adams
- Bill Nunn: Len
- Veronica Cartwright: Myra
- Bill Bolender: Scooter
- Amelia Heinle: Darlene
- Cynthia Garris: Ellen George
- Kevin Grevioux : sergent
- Christopher Hart: Lefty
- William Knight: Omul de la rinoplastie
- Shawn Nelson: șofer
- Sherry O'Keefe : Harriet DaVinci
- Clive Barker: Anestezist
- Constance Zimmer: pacient
- Mick Garris: chirurg
- John Landis: asistent al chirurgului

## Producție
Creative Artists Agency s-a întâlnit cu Garris pentru a-i propune să scrie scenariul episodului pilot al unui posibil serial de televiziune horror regizat de John McTiernan și produs de soția sa, Donna Dubrow. Agenția a sugerat  mai multe povestiri cu fantome și legende urbane, dar Garris a avut o altă idee. Serialul ar urma un personaj misterios care se descrie „doar un povestitor”, dar este de fapt mult mai mult decât atât.
Fiecare episod s-ar fi desfășurat într-un loc diferit, aceiași actori jucând personaje diferit. Imediat  ce Brandon Tartikoff a semnat ca producător, Garris a venit cu ideea de a colabora cu American Broadcasting Company; șefii rețelei nu erau însă interesați întrucât nu doreau niciun material de groază în programul lor de difuzare, dar câțiva dintre directorii rețelei precum Greer Shephard au colaborat la acest proiect. După ce a scris un scenariu pilot bazat pe povestirea scurtă a lui Stephen King, "Chattery Teeth", Garris a oferit serialul companiei Fox. Cu toate acestea, Fox a dorit un film de televiziune de două ore. Astfel a scris un scenariu după „The Body Politic” de Clive Barker, care a  devenit  a doua parte a filmului după segmentul „Chattery Teeth”.
Directorul de casting Lynn Kressel, care a lucrat anterior cu Garris la The Stand (1994) și The Shining (1997), a venit cu ideea distribuirii lui Christopher Lloyd ca Quicksilver; în timp ce rețeaua a salutat decizia, Garris a fost un pic sceptic, motivând că își dorește ca un actor „puțin mai seducător” să joace rolul. În cele din urmă, Garris a fost de acord cu această decizie.
În momentul în care Fox a început să dezvolte proiectul, McTiernan a părăsit postul de regizor al pe proiectului, ceea ce a făcut ca Garris să fie nevoit să regizeze singur scenariul.
"The Body Politic" a fost filmat la Santa Monica Pier, timp ce "Chattery Teeth" a fost filmat în Lancaster, California. Când l-a jucat pe dr. Charles George, Matt Frewer a avut o perioadă grea, făcând mâna să se miște ca și cum ar avea o minte separată; i-a trebuit în jur de trei zile să stăpânească acest truc, iar în a treia zi a avut „coșmaruri cu mână” în timp ce se odihnea între filmări.
Steve Johnson s-a ocupat de efectele speciale ale dinților, în timp ce Flash Film Works și Bill Mesa au fost responsabili pentru mișcarea mâinilor. Aproximativ 90% dintre mâini au fost animate digital cu LightWave 3D și compuse în imagini cu programul Chyron Liberty. Efectele mai practice cu mâinile, cum ar fi mâna stângă a lui George, au fost interpretate de Christopher Hart, a cărui activitate de magician i-a adus personaje numai de mână în proiecte precum trei filme ale familiei Addams. Același truc folosit la filmele The Addams Family a fost folosit în Quicksilver Highway; Hart a purtat o proteză de cauciuc în partea superioară a mâinii și o mânecă verde și, folosind ecranarea verde și imagini care se potriveau cu fundalul filmării mâinii lui Hart, brațul i-a fost îndepărtat.  Patru zile au durat filmările cu mâna lui Hart.

## Home media
Versiunea pentru acasă a Quicksilver Highway a schimbat ordinea celor două povești din versiunea de televiziune, unde „The Body Politic” era primul segment și „Chattery Teeth” ultimul. Fox a cerut această schimbare, dar lui Garris nu i-a plăcut, deoarece simțea că „The Body Politic” avea un punct mai culminant decât „Chattery Teeth”.

## Lucrări citate
- Warren, Bill (June 1997). "The Quicksilver Highway to Horror". Fangoria. No. 163. pp. 40–43.
- Warren, Bill (July 1997). "Shining Quicksilver". Fangoria. No. 164. p. 48.